# Орлов, Юрий Михайлович (полковник)
Юрий Михайлович Орлов (? — 2022) — советский военный деятель, полковник, один из 13-ти кавалеров всех степеней ордена «За службу Родине в Вооружённых силах СССР».

## Биография
Родился в семье школьного учителя, кроме него воспитывались четыре сестры. Впоследствии отец, Михаил Яковлевич, был арестован. Окончил среднюю школу, после окончания которой поступил в Энгельское училище ПВО ВМС. Обучаясь в военном училище, встретил жену — Лилию Ивановну, с которой воспитали двоих детей. Служил в войсках ПВО на Дальнем Востоке, Приморском крае, Минске, Бакинском округе. На ракетном полигоне Капустин Яр осваивал новые ракеты, в числе которых и С-75, отметившиеся в уничтожении U-2 под Свердловском. Затем до выхода в отставку являлся командиром зенитного полка в Туапсе.

### Звания
- лейтенант (26 сентября 1955);
- старший лейтенант (30 апреля 1959);
- капитан (1 марта 1963);
- инженер-капитан (24 июня 1963);
- инженер-майор (25 апреля 1967);
- инженер-подполковник (28 мая 1971);
- подполковник-инженер (29 мая 1971);
- подполковник (20 октября 1971);
- полковник (20 сентября 1976).

### Награды
- три степени ордена «За службу Родине в Вооружённых силах СССР»;
- юбилейные медали.